# Danh sách trò chơi truyền thống Nhật Bản
Đây là danh sách các trò chơi truyền thống Nhật Bản. Một vài trò chơi được bản địa hóa.

## Trò chơi

### Trò chơi cơ khí
- Pachinko

### Trò chơi trẻ em
- Beigoma
- Bīdama
- Darumasan ga koronda
- Fukuwarai
- Hana Ichi Monme
- Hanetsuki
- Rock-paper-scissors
- Kancho
- Kagome Kagome
- Hide-and-seek
- Kemari
- Kendama
- Hopscotch
- Jump rope
- Ohajiki
- Onigokko
- Oshikura Manju
- Otedama

### Trò chơi phụ nữ
- Rango

### Board game
- Go (board game)
- Renju
- Shogi
- Sugoroku
- Ninuki-renju

### Trò chơi bài
- Buta no shippo
- Daifugō (tên khác: Daihinmin)
- Hanafuda
- Karuta
- Menko
- Oicho-Kabu
- Two-ten-jack (Tsū-ten-jakku) – một trò chơi lấy trộm Nhật Bản.
- Uta-garuta – một loại karuta (tên khác: Hyakunin Isshu)

### Trò chơi gạch vuông
- Japanese Mahjong – mahjong Nhật Bản, còn được gọi là rīchi mahjong
- Sudoku

### Trò chơi xúc xắc
- Cho-han bakuchi – một trò chơi đánh bạc
- Kitsune bakuchi

### Trò chơi chữ
- Dajare
- Henohenomoheji
- Kaibun
- Shiritori
- Uta-garuta